# 海宝
海宝（ハイバオ、英: Haibao）は、2010年5月1日から10月31日まで中華人民共和国の上海市で開催される上海国際博覧会の公式マスコット。 

## デザイン・コンセプト
中国・日本など21の国と地域から寄せられた26,655点の作品から選ばれたとされており、台湾在住のデザイナー巫永堅の作品であるという。2007年12月18日に万博の公式マスコットキャラクターとして発表された。
中国語（漢語）で「世界の宝」を意味する「四海之宝」が名称の由来である。上海万博が「より良い都市、より良い生活」をテーマとしており、その中心は人間であることから漢字の「人」をかたどっている。体色の青は海を象徴し、また地球・夢・生命・未来・科学技術などもあらわしているという。

## 発表セレモニーとグッズの販売
「海宝」の発表は2007年12月18日、韓正上海市長によって上海大舞台（上海グランド・ステージ）においておこなわれ、同時に盛大なセレモニーが開催された。翌12月19日からはマスコット関連グッズの発売が始まった。19日には記念切手「中国2010年上海世博徽和吉祥物郵票」が北京と上海で発売された。

## 盗作疑惑
海宝（ハイバオ）は、1950年代から1960年代にかけてアメリカ合衆国で制作された子ども向け番組のキャラクター「ガンビー」（Gumby）の盗作ではないかという疑惑が生じている。また、1974年（昭和49年）に日本で放映された石ノ森章太郎原作のテレビアニメ「星の子チョビン」のチョビンに似ていると指摘する声もある。

## 日本のマスメディアへの出演
- モリゾー・キッコロ 森へいこうよ!（NHK教育） - 愛・地球博(愛知万博)の公式マスコット「モリゾー・キッコロ」と共演。海宝の声は川崎恵理子が担当。